# Komejl Gásemí
Komejl Nemat Gásemí (* 27. února 1988) je íránský zápasník-volnostylař, olympijský vítěz z roku 2012.

## Sportovní kariéra
Pochází z obce Džújbár v Mázandaránu. Zápasit začal v 10 letech v nedalekém Sárí pod vedením Alí Chodájího. Jeho osobním trenérem byl Hosejn Nagíbí (حسین نقیبی). V íránské mužské reprezentaci se pohyboval od roku 2008, od roku 2010 ve váze do 120 (125) kg. V roce 2012 vyhrál nominaci na olympijské hry v Londýně na úkor Parvíze Hádiho, který olympijskou kvótu vybojoval a zkušeného Faruddina Masúmího. V Londýně prohrál ve čtvrtfinále s pozdějším vítězem Arturem Tajmazovem z Uzbekistánu 0:2 na sety a přes následné opravy se probojoval do souboje o třetí místo proti Tervelu Dlagnevovi ze Spojených států. První set vyhrál jednoznačně 4:0 na technické body. Ve druhém setu Dlagnev vyrovnal 1:1 na sety. V rozhodujícím třetím setu zvítězil 1:0 na technické body vytlačením soupeře ze žíněnky a získal bronzovou olympijskou medaili. V roce 2019 po nových analýzách vzorků odebraných zápasníkům po olympijských hrách v Londýně, Mezinárodní olympijský výbor diskvalifikoval pro pozitivní nález oba finalisty Artura Tajmazova a Davita Modzmanašvili. Jelikož jeho přemožitel Tajmazov získal původně zlatou olympijskou medaili, posunul se jako třetí v pořadí na jeho místo.
V březnu 2016 vybojoval prvním místem na asijské olympijské kvalifikaci v kazašské Astaně účast na olympijských hrách v Riu. Ve čtvrtfinále otočil minutu před koncem nepříznivé skóre proti Gruzínu Genu Petrijašvilimu a později postoupil do finále proti Turkovi Taha Akgülovi. Taktické finále prohrál penalizacemi 1:3 na technické body a získal stříbrnou olympijskou medaili.

## Výsledky
| Turnaj            | 2007 | 2008 | 2009 | 2010 | 2011 | 2012 | 2013 | 2014 | 2015 | 2016 |
| Turnaj            | 19   | 20   | 21   | 22   | 23   | 24   | 25   | 26   | 27   | 28   |
| Turnaj            | -96  | -96  | -96  | -120 | -120 | -120 | -120 | -125 | -125 | -125 |
| ----------------- | ---- | ---- | ---- | ---- | ---- | ---- | ---- | ---- | ---- | ---- |
| Olympijské hry    |      | —    |      |      |      | 1.   |      |      |      | 2.   |
| Mistrovství světa | —    |      | —    | —    | —    |      | úč.  | 2.   | —    |      |
| Asijské hry       |      |      |      | —    |      |      |      | —    |      |      |
| Mistrovství Asie  | —    | —    | —    | —    | 2.   | —    | —    | 1.   | 2.   | —    |
| MS juniorů        | 3.   | 3.   |      |      |      |      |      |      |      |      |